# Kościół ewangelicko-augsburski w Rypinie
Kościół ewangelicko-augsburski – kościół parafialny należący do diecezji pomorsko-wielkopolskiej Kościoła Ewangelicko-Augsburskiego w RP.
Świątynia została wzniesiona w 1888 roku, w tzw. Grodzie Templariuszy. Jest to budowla neogotycka zaprojektowana przez Stappelmanna. We wnętrzu świątyni znajduje się bogata polichromia, rzeźbiona ambona i trzyczęściowy ołtarz. Kościół posiada również stylowe ławki i empory. Na wieży świątyni znajduje się zegar sprowadzony z Pragi (Czechy) w 1911 roku.